# Machenka
Machenka (Russo: Машенька, Mashen'ka), é o romance de estreia por Vladimir Nabokov, primeiro publicado sob pseudônimo V. Sirin em 1926 pela editora em língua russa "Slovo".

## Enredo
Machenka é a história de Lev Glebovich Ganin, um emigrante russo e antigo Oficial da Guarda Branca deslocado pela Revolução Russa. Ganin está agora vivendo em uma casa de pensão em Berlim, juntamente com uma jovem menina alemã, Klara, um velho poeta russo, Podtyagin, sua senhoria, Lydia Nikolaevna Dorn e seu vizinho, Aleksey Ivanovich Alfyorov, quem ele conhece em um escuro, quebrado elevador no início do romance. Através de uma série de conversações com Alfyorov e um fotógrafo, Ganin descobre que seu a longo perdido primeiro amor, Machenka, é agora a esposa de seu próximo em vez de desagradável vizinho, e que ela irá se juntar a ele breve. Como Ganin percebe isso, ele efetivamente termina seu relacionamento com sua atual namorada, Lyudmila, e começa para ser consumado por suas memórias de sua época na Rússia com Machenka, qual Ganin nota "eram talvez os dias mais felizes de sua vida". Encantado com sua visão de Machenka e incapaz para deixar Alfyorov ter ela, Ganin conspira esquemas a fim de reunir com Machenka, que ele acredita ainda amar ele. Eventualmente, Ganin afirma que ele irá deixar Berlim na noite antes de Machenka for chegar e seu colegas residentes lançam uma festa para ele na noite anterior. Ganin firmemente prega Alfyorov com álcool, pesadamente intoxicando ele. Apenas antes de Alfyorov cair em seu sono bêbado, ele pergunta para Ganin para definir seu relógio despertador para sete e meia, como Alfyorov intenciona pegar Machenka na estação de trem na próxima manhã. O obcecado Ganin em vez define o relógio para onze e planeja se reunir com Machenka na estação de trem ele mesmo. Entretanto, como Ganin chega na estação de trem, ele percebe que "o mundo de memórias em qual Ganin tem habitado se tornou o que era na realidade o distante passado... outras do que aquela imagem que nenhuma Machenka existiu, nem poderia existir". Em vez de reunir com Machenka, Ganin decide para embarcar em um trem para França e "seguir em frente".
Em meio ao enredo central está um secundário, enredo menor de um velho poeta russo, Anton Sergeyevich Podtyagin, que parece para ser uma versão mais velha de Ganin. Podtyagin deseja para eventualmente deixar Berlim e chegar em Paris, mas falha para fazer isso em várias ocasiões devido para uma série de infortúnios eventos (ex. perde o passaporte).

## Personagens emMachenka
- Lev Glebovich Ganin – O protagonista do romance; um jovem deslocado escritor russo em Berlim que é incapaz de esquecer Machenka, seu primeiro amor.
- Aleksey Ivanovich Alfyorov – O marido de Machenka e o vizinho de Ganin.
- Lydia Nikolaevna Dorn – A senhoria de Ganin. Uma velha mulher russa que herdou a pensão após seu marido alemão morrer.
- Lyudmila Borisovna Rubanski – Namorada de Ganin nos capítulos de abertura do romance.
- Klara – Uma jovem menina russa vivendo no mesmo prédio como Ganin. Ela aporta uma grande atração para Ganin.
- Anton Sergeyevich Podtyagin – Um velho poeta russo que deseja para deixar Berlim por Paris, mas falha para fazer isso. Reaparece rapidamente em A Dádiva.
- Machenka Alfyorov – A epônima personagem e primeiro amor de Ganin. Machenka nunca aparece no presente do romance, mas apenas nas memórias de Ganin.

## Plano de fundo
Machenka foi primeiramente escrito e publicado em meados de 1920 durante a estadia de Nabokov em Berlim. Os primeiros romances de Nabokov (ou "de Sirin", como ele era conhecido na época) contêm, como muitas de suas obras fazem, elementos-chave autobiográficos. De acordo para Brian Boyd, a personagem Machenka Alfyorov é baseada no primeiro amor de Nabokov, Valentina (Lyussya) Evgenievna Shulgin, uma menina russa de quinze anos que ele conheceu em 1915 em um pavilhão na propriedade de Vyra, na idade de dezesseis. A época de Nabokov com Lyussya é gravado no capítulo final de sua autobiografia, Fala, Memória onde ela é dada o pseudônimo "Tamara". Nabokov confirma esta conexão com ele mesmo no prefácio para a edição em inglês, onde ele escreve que "Machenka é uma irmã gêmea de [sua] Tamara". Como Ganin, Nabokov foi separado de Tamara pela Revolução Russa e forçado em Berlim como um emigrante.

## Criticismo

### Recepção
O romance foi inicialmente bem recebido nos anos 1920 por sua inventiva estrutura vividas descrições da Rússia pré-revolucionária. Entre os críticos contemporâneos entretanto, isso é geralmente visto como uma inicial, relativamente juvenil obra de Nabokov, escrita na época antes dele vir em sua própria como um autor. Nabokov mesmo parecia para compartilhar a mesma opinião, ao menos sobre um nível técnico, como ele nota suas "falhas [e] os artefatos de inocência e inexperiência". Além do mais, a decisão de Nabokov para traduzir e publicar Machenka em inglês por último de todos seus romances russos talvez seja uma indicação de sua opinião sobre sua qualidade (as obras russas quais ele teve em mais estima, tais como Convite para uma Decapitação e The Defense, foram traduzidas e publicadas em inglês décadas antes). Ainda o autor parecia para também ter um lado mais leve para seu primeiro romance, "confessando para a sentimental facada de [seu] apego" para isso.

### Análise
Em Machenka, Nabokov explora muitos das ideias metafísicas do filósofo francês Henri Bergson e investiga a natureza dos relacionamentos entre tempo, memória e consciência, como notado por estudiosos como Boyd e Eric Laursen.
Além disso, a questão do solipsismo, qual, de acordo com Alfred Appel, é "uma preocupação central" na obra de Nabokov, é proeminentemente apresentado em Machenka, como Ganin luta com a imagem auto-criada de seu primeiro amor. Como Leona Toker remarca, "o romance qual começou solipsista na imaginação [termina], não menos solipsista".

## Filme, TV ou adaptações teatrais

### Filme
Uma adaptação fílmica intitulada Maschenka após o original título russo, foi lançada em 1987. O filme, dirigido por John Goldschmidt com roteiro por John Mortimer, estrelou Cary Elwes como Ganin e Irina Brook como Maschenka. John Goldschmidt ganhou o Prêmio Cine De Luca por dirigir "Maschenka" no Monte Carlo TV Festival.

## História da publicação
- 1970, EUA, McGraw-Hill
- 1989, EUA, Vintage International ISBN 0-679-72620-9, Data de Pub: Novembro de 1989

### Tradução em Inglês e Mudanças Autorais
O romance primeiro apareceu em inglês em 1970 em uma tradução por Michael Glenny "em colaboração com o autor". De acordo para Nabokov, "Eu percebi logo como [nós] começamos aquela nossa tradução deveria ser fiel para o texto como eu poderia ter insistido sobre isso sendo tido aquele texto não sendo meu". Ele ainda afirmou que "Os únicos ajustes que eu considerei necessários estão limitados para breves frases utilitárias em três ou quatro páginas aludindo para a rotina de assuntos russos ...[e] o interruptor de datas sazonais no Calendário Juliano de Ganin para aquele do estilo Gregoriano em uso geral".